# گرد پنج‌ضلعی

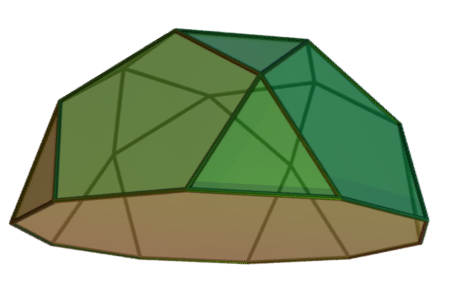

در هندسه، گرد پنج‌ضلعی(به انگلیسی: Pentagonal rotunda) ششمین جسم از اجسام جانسون، (J6) است. می‌توان آن را به عنوان نیمی از بیست‌دوازده‌وجهی، یا به عنوان نیمی از سی و چهارمین جسم جانسون(J34) مشاهده کرد. دارای ۱۰ وجه مثلث متساوی الاضلاع و ۶ وجه پنج‌ضلعی و ۱ وجه ده ضلعی است. در کل ۱۷ وجه دارد.

## روابط
در یک گرد پنج ضلعی با شعاع کره محیطی R و ارتفاع h و طول ضلع a و حجم V و مساحت کل A همواره روابط زیر برقرارند:
{\displaystyle V=\left({\frac {1}{12}}\left(45+17{\sqrt {5}}\right)\right)a^{3}\approx 6.91776...a^{3}}
{\displaystyle {\begin{aligned}A&=\left({\frac {1}{2}}{\sqrt {5\left(145+58{\sqrt {5}}+2{\sqrt {30\left(65+29{\sqrt {5}}\right)}}\right)}}\right)a^{2}\\&=\left({\frac {1}{2}}\left(5{\sqrt {3}}+{\sqrt {10\left(65+29{\sqrt {5}}\right)}}\right)\right)a^{2}\approx 22.3472...a^{2}\end{aligned}}}
{\displaystyle R=\left({\frac {1}{2}}\left(1+{\sqrt {5}}\right)\right)a\approx 1.61803...a}
{\displaystyle H=\left({\sqrt {1+{\frac {2}{\sqrt {5}}}}}\right)a\approx 1.37638...a}

## چندوجهی مزدوج
چندوجهی مزدوج گرد پنج‌ضلعی دارای ۲۰ وجه است: ۱۰ وجه مثلثی و ۵ وجه بادبادک و ۵ وجه لوزی:
| مزدوج گرد پنج‌ضلعی | گسترده مزدوج گرد پنج‌ضلعی |
| ----------------- | ------------------------ |
|                   |                          |